# 細鰭鰻鬍鯰
細鰭鰻鬍鯰，為輻鰭魚綱鯰形目塘虱魚科的其中一種，被IUCN列為次級保育類動物，分布於亞洲印尼蘇門答臘島的淡水流域，體長可達12.4公分，棲息在森林沼澤區。

## 扩展阅读
維基物種上的相關：細鰭鰻鬍鯰